# Yard-Management
Dock and Yard-Management, auch mit den Begriffen Yard Management, Dock Management; Stellplatzverwaltung, Betriebshofmanagement oder Hofmanagement bezeichnet, ist ein Begriff aus der Logistik und bezeichnet die Maßnahmen und Methoden zur Organisation der Prozesse und Abläufe vor der Verladerampe, d. h. auf dem Bereich, wo LKW ankommen, warten, fahren usw. Yard-Management schließt die Lücke zwischen der Transportlogistik und der Lagerlogistik und versucht die Prozesse zeit- und kostensparend zu organisieren.
Die Aktivität wird gegliedert in:
- Verwaltung der Zeitfenster für Ankunft der LKW und den Beginn der Ent- und Beladeprozesse
- Überwachung und Steuerung der Prozesse in Warenein- und ausgang.
- Verwaltung der Tore (Docks) und der
- Wartebereiche für LKW und Auflieger (engl. Yard)

Die angestrebten Ziele sind:
- optimierte Logistikprozesse
- Effizienzsteigerungen beim Ent- und Beladen
- Reduktion der Aufenthaltszeiten der LKW auf dem Werksgelände und Einsparung der damit verbundenen Fläche
- Echtzeitdaten über die Vorgänge

Diese Ziele sind gemeinsames Anliegen der Betreiber des Hofes und der Frachtführer. Der Betreiber des Hofes kommt im Idealfall mit weniger Fläche aus, die er entweder anderweitig nutzen oder aus der Nutzung entlassen kann. Der Frachtführer kann die Nutzung des Betriebsmittels LKW und die Arbeitszeiten der Fahrer optimieren.